# The Reed Case
The Reed Case è un film muto del 1917 scritto, diretto e interpretato da Allen Holubar.

## Trama
Il troppo lavoro del detective Jerry Brennon induce il suo medico a ordinargli un periodo di riposo. In montagna, Jerry scopre nello chalet una porta segreta che lo conduce nel nascondiglio dov'è tenuta Helen Reed, la figlia di un senatore, grande estimatore di Jerry dopo che questi è riuscito a catturare dei ladri che si erano introdotti in casa sua. La ragazza gli racconta di essere stata rapita dai sicari di Schuyler Hastings, un suo pretendente che lei ha rifiutato e che ora cerca di costringerla alle nozze. Jerry, allora, si reca al villaggio dove chiede l'aiuto dello sceriffo. Poi, con lui, si precipita alla capanna in tempo per sorprendere i rapitori che confessano di essere agli ordini di Schuyler.
Restituita Helen alla famiglia, i Reed saranno felici di accettarlo come genero.

## Produzione
Il film fu prodotto dall'Universal Film Manufacturing Company.

## Distribuzione
Distribuito dall'Universal Film Manufacturing Company, il film uscì nelle sale cinematografiche statunitensi il 9 luglio 1917.
Non si conoscono copie ancora esistenti della pellicola che viene considerata presumibilmente perduta.